# 뉴스 20
《뉴스 20》은 주말 밤 8시에 방송되는 연합뉴스TV의 주말 종합뉴스 프로그램이다.

## 경쟁 뉴스 프로그램
- MBC 뉴스데스크 (MBC TV)
- SBS 8 뉴스 (SBS TV)
- MBN 종합뉴스 (MBN)
- JTBC 뉴스룸 (JTBC)
- 뉴스가 있는 저녁 (YTN)
- OBS 뉴스 745 (OBS 경인TV)